# Las Cabezas de San Juan
Pour les articles homonymes, voir Cabezas.
Las Cabezas de San Juan est une municipalité espagnole située dans la province de Séville en Andalousie. Elle fait partie de la comarque du Bas Guadalquivir.

## Géographie

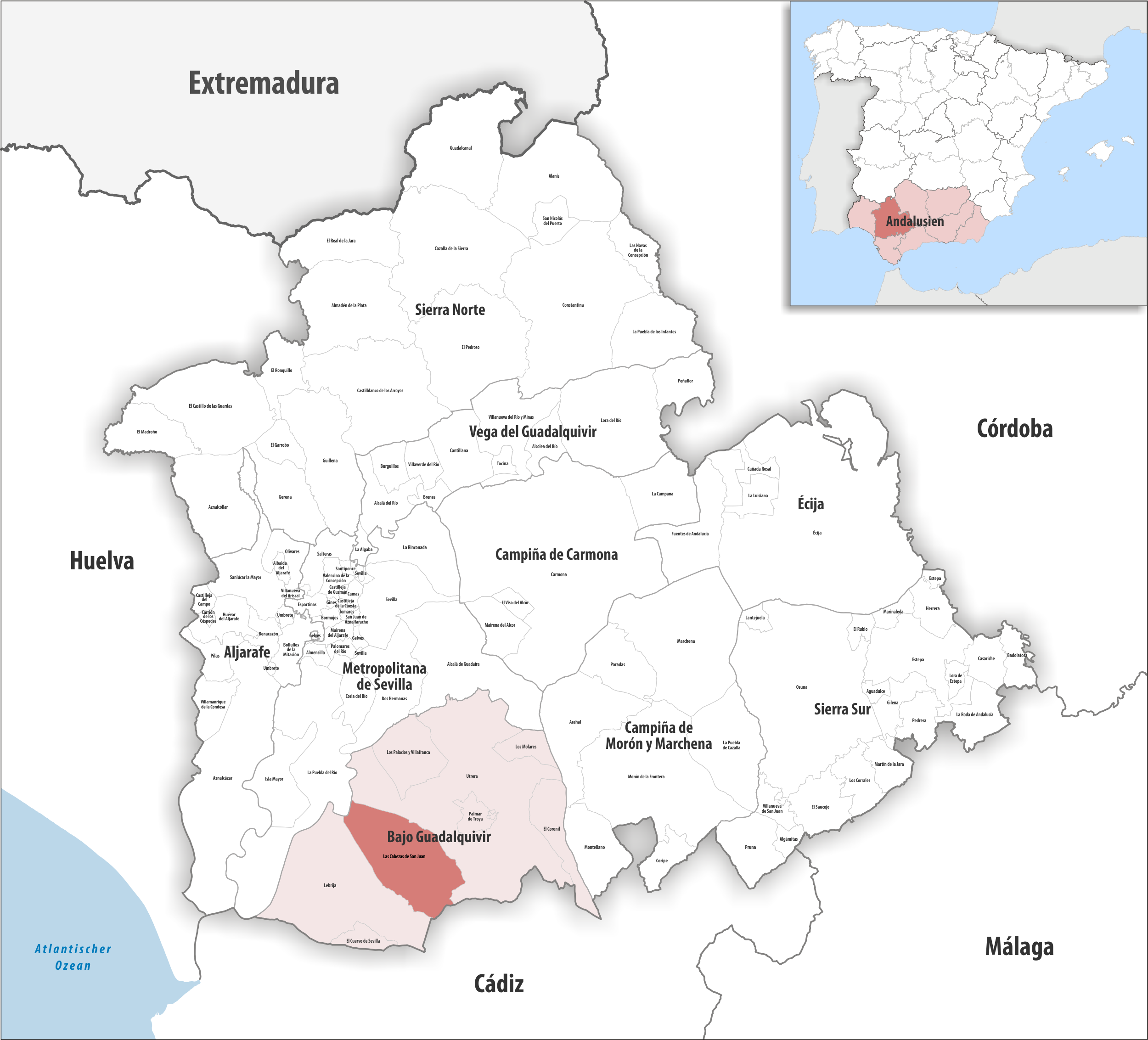
Las Cabezas de San Juan dans la province de Séville / en Andalousie

### Localisation
La commune de Las Cabezas de San Juan est au centre de la comarque du Bas Guadalquivir, dans le sud de la province de Séville, en Andalousie. Elle jouxte la province de Cadix au sud.
Séville est à 54 km nord, 
Cadix à 72 km sud-sud-ouest, 
Jerez de la Frontera à 43 km sud-sud-ouest, 
Gibraltar à 152 km sud-est.

### Généralités, description
La commune s'étend sur 229,7 km2.[réf. nécessaire]
La pointe nord-ouest de son territoire est dominée par les terrains humides et autres marais bordant le Guadalquivir. Ils s'inscrivent jusque dans la toponymie, avec un gros hameau appelé Marismillas du côté nord de la voie de chemin de fer reliant Alcázar de San Juan à Cadix (avec une gare sur la commune).

## Histoire

### Antiquité

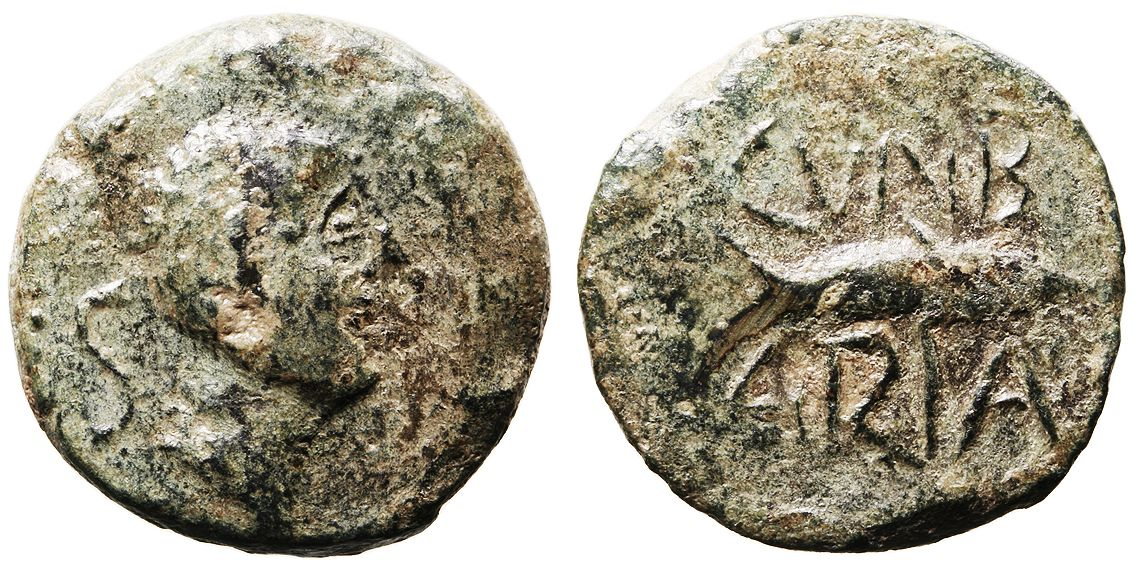
Semis (monnaie) émis à Cunbaria

Cunbaria (es), ville romaine, se trouvait entre les actuelles Lebrija et Las Cabezas de San Juan. 

### XIXesiècle
Le 1er janvier 1820, Las Cabezas de San Juan voit le lieutenant-colonel Rafael del Riego lancer son célèbre pronunciamiento qui marque le début de la Révolution de 1820 et, à la suite de son succès, amène le Triennat libéral du règne de Ferdinand VII.

## Administration
| Période                                  | Période | Identité | Étiquette | Qualité |
| ---------------------------------------- | ------- | -------- | --------- | ------- |
| N/A                                      | N/A     | N/A      | N/A       | Maire   |
| Les données manquantes sont à compléter. |         |          |           |         |

## Personnalités
- Carlos Marchena, footballeur espagnol